# Birth Control
Birth Control — немецкая рок-группа, известная своим прогрессивным хард-роковым звучанием и провокационными кавер-артами альбомов.

## История
Birth Control образована в 1968 (по другим данным в 1966-м) году в Берлине из двух других групп: The Earls и The Gents. Первоначальными членами группы были Бернд Кошмиддер (бас-гитара), Рейнхольд Соботта (орган), Рольф Гурра (саксофон, вокал), Фриц Гроджер (вокал), Рейнер Борчерт (гитара), Хьюго Эгон Балдер (ударные) и Клаус Орзо (гитара). Спустя пять лет коллектив покинули все его первоначальные участники, но группа продолжила свою деятельность вместе с барабанщиком и ведущим вокалистом Берндом Носке (он заменил Балдера ещё в конце 1968 года) и гитаристом Бруно Френзелом, который ещё в 1969 году заменил Борчерта.
Группа прекратила своё существование после смерти Френзеля в 1983 году, но возродилась в 1993 году. От предыдущих составов остался только Бернд Носке. Другими участниками обновлённой группы были басист и вокалист Хорст Штачельхаус, гитарист Рокко Зодиак и клавишник Ксавье Фишер.
В конце 1990-х — начале 2000-х Birth Control активно продолжала гастролировать по Германии и выпускать новые альбомы, несмотря на смерть Штачельхауса в 1999 году. В последующие годы на концертах в качестве приглашённых музыкантов вместе с группой периодически выступали её бывшие участники Питер Фёллер (бас-гитара, вокал) и Зеус Би Хельд (клавишные). Группа окончательно распалась 18 февраля 2014 года, когда умер лидер группы Бернд Носке. Последний состав группы, помимо самого Носке, состоял из бас-гитариста Ханнеса Веспера, клавишника Саши Кунна и гитариста Мартина Эттрича.

## Бывшие участники
| - Бернд Кошмиддер — бас-гитара, вокал (1968—1973) - Рейнхольд Соббота — орган (1968—1972) - Рольф Гурра — саксофон, вокал (1968—1969) - Фриц Гроджер — вокал (1968—1969) - Рейнер Борчерт — гитара (1968—1969) - Хьюго Эгон Балдер — ударные (1968) - Клаус Орзо — гитара (1968) - Герд Алшеймер — гитара (1968) - Бернд Носке — ударные, перкуссия, вокал (1968—1983, 1993—2014; умер в 2014) - Бруно Френзель — гитара (1969—1983; умер в 1983) - Вольфганг Нойзер — орган (1972—1973) - Питер Фёллер — бас-гитара, вокал (1973—1977) - Зеус Би Хельд — орган (1973—1979) - Дирк Стеффенс — гитара (1973—1974) | - Хорст Штачелхаус — бас-гитара, вокал (1977—1980, 1993—1999; умер в 1999) - Манфред вон Бор — ударные (1977—1980) - Вольфганг Хорн — орган (1979—1981) - Юрген Голдшмидт — бас-гитара, вокал (1980—1983) - Стефан Линке — гитара, вокал (1981—1983) - Улрих Клейн — клавишные, вокал (1981—1983) - Ксавье Фишер — клавишные (1993—1995) - Питер Энджелхарт— гитара (1995—2011) - Ханнес Веспер — бас-гитара, орган (1999—2000, 2002—2014) - Саша Кунн — клавишные (1999—2014) - Райнер Вайнд — клавишные (2000—2002) - Мартин Эттрич — гитара, talk box (2011—2014) |

## Дискография
- Birth Control (1970)
- Operation (1971)
- Believe in the Pill (Best of…) (1972)
- Hoodoo Man (1972)
- Knock Knock. Who’s There (1973)
- Rebirth (1973)
- Goldrock (1973)
- Live (1974)
- Plastic People (1975)
- Backdoor Possibilities (1976)
- Live (1977)
- The Best Of (1977)
- Increase (1977)
- The Best Of (Vol. 2) (1978)
- Titanic (1978)
- Rock on Brain (1978)
- Live 79 (1979)
- Count on Dracula (1980)
- Deal Done at Night (1981)
- Bäng (1982)
- Gamma Ray (Special Mix) (1989)
- The Very Best Of (1990)
- Condomium (1994)
- Two Worlds (1995)
- Jungle Life (1996)
- Definitive Collection (1996)
- Getting There (1998)
- Crazy Nights (Studio Session) (1998)
- Live Abortion (2000)
- Live in Lachendorf (2000)
- Alsatian (2003)
- Live in Fulda (2004)
- 35th Anniversary — Live at Rockpalast (2005)
- Birth Control — History: Krautrock Classics, Live 2005 (2007)
- Here And Now (2016)